# Слепић
Слепић је безноги гуштер из породице Anguidae.

## Изглед
Одрастао примерак је дуг око 30 до 50 cm, од чега на реп отпада више од половине дужине тела, гладак је и сјајан, сивкасте до бакарне боје, али боја варира у току развића. Горња страна тела му је оловносива или сивомрка и има по једну тамну пругу са стране. Крљушти потпуно глатке, не образују попречне низове. Бубна опна не постоји.

## Име
Назив је добио по томе што када је убијен очни капци му се склопе. У народу су познати и други називи за слепића: шљепак (од слијепић → слијепак → сљепак → шљепак), сљепић, ужак, гладиш (у Црној Гори) и гуж.

## Начин живота и исхрана
Сунча се у пролеће и јесен, а остатак године се током дана или укопава или крије испод клада и камења. Храни се након заласка Сунца или после кише када лови ситне животиње као што су пужеви голаћи. Од инсеката лови скакавце, а хоће да напада и младе змије.
Узнемирен, споро се склања, пошто коштане плоче у кожи смањују покретљивост и савитљивост тела. Нападнут може да одбаци реп, али се нов не формира.
Слепићи су дуговечне животиње. Један примерак који је одгајен у зоолошком музеју у Копенхагену је живео 54 године.

## Размножавање
Крајем августа или почетком септембра женка снесе 6-25 јаја са кожастом, танком и прозирном опном из којих одмах измиле младунци.

## Станиште
Насељава светле шуме, травнате површине и пустаре. Посебно воли станишта која су влажнија.

## Распрострањеност (ареал)
Насељава Европу, југозападну Азију и северну Африку.